# Ravenholm
Ravenholm ("Encina del cuervo" en inglés) es una ciudad ficticia de Europa del Este creada para el juego Half-Life 2. Su ubicación geográfica nunca es revelada y no puede determinarse ya que se accede a ella a través de unos pasajes subterráneos, aunque siguiendo la geografía de los escenarios del juego este enclave debería situarse más allá de los canales de agua a pocos kilómetros de Ciudad 17.

## Historia
La historia de Ravenholm se remonta a sus orígenes como antigua comunidad minera habitada por prófugos de Ciudad 17. Sin embargo, tras la invasión de la Alianza la ciudad fue bombardeada con proyectiles contenedores de headcrabs, por lo que Ravenholm está ahora plagada con los diferentes tipos de headcrabs y con sus consiguientes zombis creados por su acción parasitaria. Gordon Freeman, el personaje principal del juego, debe atravesar Ravenholm luego de que La Alianza ataca una base de la Resistencia, Black Mesa Este, durante el capítulo llamado "No vamos a Ravenholm...".
Nada más llegar a las inmediaciones de la ciudad Gordon se encontrará ante lo que parece un escenario de pesadilla oscuro y tenebroso lleno de restos de cadáveres y headcrabs zombis que han sido ahorcados, quemados, cortados y que sufrieron otros horrorosos destinos. Pero no todo será muerte y desolación, ya que mientras combate contra hordas de zombis, Gordon se encontrará al solitario Padre Grigori, un peculiar sacerdote que aparentemente es el único residente humano de la ciudad (aunque en Ravenholm se pueden escuchar lejanos gritos desesperados de más posibles supervivientes). El sacerdote le proporcionará ayuda, consejo, una escopeta y finalmente las indicaciones para salir de Ravenholm a través de una mina.
Durante su travesía por la desolada Ravenholm, Gordon comprobará como muchas zonas están plagadas con grandes hojas de sierra, cilindros de propano, barriles de gasolina y trampas explosivas que al parecer han sido dispuestas por el propio Padre Grigori. Debido a la severa escasez de municiones en el área, Gordon debe confiar en varias de esas trampas y en su arma de gravedad combinada con objetos como las hojas de sierra circular para acabar con los zombis y headcrabs que acechan en el lugar.

## Episodios cancelados
Aparentemente dos episodios adicionales de Half-Life 2, los cuales iban a transcurrir en Ravenholm, estaban en desarrollo por Valve en colaboración empresas de videojuego. Sin embargo ambos episodios fueron cancelados por diversos motivos.
El primer episodio llamado Episode Four, o Return to Ravenholm (Regreso a Ravenholm) estaba en desarrollo por Arkhane Studios entre 2006 y 2007, pero fue cancelado debido a que el tema de los zombis y headcrabs ya estaba muy gastado, y además, debido a que ya que transcurría antes del final de Episode Two eso era una restricción creativa que obstaculizaría el proyecto. Según se puede ver en filtraciones, algunas de las nuevas ubicaciones incluirían un hospital y/o una especie de manicomio. También iba a incluir un nuevo tipo de zombi, aparentemente sin headcrab.
El segundo episodio cancelado, cuyo título es desconocido, estaba en desarrollo en Junction Point Studios entre 2005 y 2007. El episodio se iba a ubicar antes de los eventos de Half-Life 2, e iba a mostrar como la ciudad fue bombardeada, e infectada por headcrabs, y también incluiría la historia del Padre Grigori. Además también introduciría una nueva arma, llamada Pistola Magnética. Según lo describió Warren Spector (director de Junction Point Studios), el arma iba a disparar una "bola magnética" a las superficies que atraería los objetos metálicos cercanos, y que podría usarse esto tanto para derrotar enemigos, como para usarse en rompecabezas.

## Parodia
En Concerned: The Hλlf-Life and Death of Gordon Frohman, Gordon Frohman llega a Ravenholm mucho antes de convertirse en un horroroso 'paraíso' zombi. Todo es color de rosas hasta que, un día, despierta y observa como todo el bello lugar ha sido bombardeado por Combines. Esa noche, Gordon logra huir. Y a la noche siguiente, un nuevo inquilino llega a Ravenholm.